# Poldek Pfefferberg
Leopold "Poldek" Pfefferberg (Cracóvia, 20 de março de 1913 – Beverly Hills, 9 de março de 2001) também conhecido como Leopold Page, foi um judeu polonês sobrevivente do Holocausto que inspirou o escritor australiano Thomas Keneally a escrever Schindler's Ark, que ganhou o prémio Booker, que, por sua vez, foi a base para o filme de Steven Spielberg A Lista de Schindler, de 1993.

## Início
Pfefferberg nasceu em uma família judaica da Cracóvia, no Império Austro-Húngaro. Ele obteve um mestrado em filosofia e educação física na Universidade Jagieloniana de Cracóvia. Depois, se tornou professor numa escola de Cracóvia até 1939.
Em 1939 ele se juntou ao exército polaco e tomou parte na defesa da Polônia contra a invasão alemã. Ele explicou mais tarde para o romancista australiano Thomas Keneally como estava ferido sobre o Rio San onde a sua vida foi salva pelo seu sargento major, que o levou até um hospital de campo. Antes disto, Pfefferberg tinha sido o professor de educação física no Ginásio de Kosciuszko em Podgórze.

## Oskar Schindler
Após a derrota da Polônia e da sua divisão entre a Alemanha Nazi e a União Soviética, Pfefferberg achou necessário viajar a leste ou a oeste. Nas suas próprias palavras:
"Nós, oficiais tivemos que decidir entre ir para leste ou oeste. Eu decidi não ir para leste, embora fosse judeu. Se eu tivesse ido, teria sido alvejado como todos os outros filhos em Katyn Forest."

## Campo de concentração de Kraków-Plaszow
Como prisioneiro no Campo de concentração de Plaszow, perto de Cracóvia, Pfefferberg utilizou um documento alemão emitido para visitar seus soldados em um hospital militar, e também para visitar sua mãe. Desta forma ele conheceu Oskar Schindler, um empresário alemão dos sudetos que se apropriou de uma fábrica utensílios esmaltados que tinha sido confiscada de judeus. A mãe de Pfefferberg foi empregada por Schindler como decoradora para seu novo apartamento.
Através desta ligação Pfefferberg foi empregado na fábrica de Schindler perto de campo de concentração de Plazow fora de Cracóvia. Isto lhe permitiu para sobreviver ao extermínio alemão dos 3 milhões de judeus poloneses, durante a qual seus pais, irmã, cunhado e muitos outros familiares pereceram. Pfefferberg descreveu Schindler como "um Noé moderno", embora na realidade ele foi capaz de salvar apenas um número relativamente pequeno de judeus. Ele salvou aqueles que se tornaram conhecidas como Schindlerjuden ou "judeus de Schindler".
Em 1941 casou-se com Ludmila Page (então Ludmila Lewison), com quem teria dois filhos.  Ele se mudou com Schindler e muitos outros para um acampamento em Brinnlitz.
Durante estas experiências que ele adquiriu habilidade como soldador.

## Pós-Guerra
Após a guerra Pfefferberg se estabeleceu primeiro em Budapeste, em seguida, em Munique, onde organizou uma escola para crianças refugiadas. Em 1948, ele emigrou para os Estados Unidos onde, junto com sua esposa, abriu um negócio de couro em Beverly Hills. Nos Estados Unidos, ele usou o nome Leopold Page, embora nos últimos anos ele tenha usado Pfefferberg. Poldek tentou várias vezes transformar em filme a história de Schindler e suas ações para salvar os judeus do nazismo, organizando diversas entrevistas com o próprio Schindler para a televisão americana. Com a morte de Oskar, em 1974, todas as possibilidades de um filme foram encerradas.
Pfefferberg explicou as razões de seus esforços para ter a história de Schindler contada:
"Schindler me deu a vida, e eu tentei lhe dar a imortalidade."
Após a publicação de Schindler's Ark, em 1982, Pfefferberg trabalhou para persuadir Steven Spielberg a filmar a história do livro de Kenneally, usando a sua amizade com a mãe de Spielberg para ganhar acesso. Pfefferberg alegou ter chamado Spielberg ao seu escritório todas as semanas por 11 anos. Quando, em 1992, Spielberg concordou em fazer o filme, Pfefferberg trabalhou como um consultor, viajando à Polônia para mostrar o local à Spielberg. Pfefferberg e sua esposa foram convidados na noite em que A lista de Schindler venceu sete Academy Awards. Em seu discurso Steven Spielberg agradeceu a "um sobrevivente chamado Poldek Pfefferberg ... devo-lhe essa dívida. Ele tem conduzido a história de Oskar Schindler para todos nós."
Pfefferberg morreu em 9 de março de 2001, com 87 anos, em Beverly Hills.